# Akron Pros
Gli Akron Pros sono stati una squadra professionistica di football americano con sede a Akron attiva tra il 1908 ed il 1926. Furono i vincitori, anche se ufficiosi, del primo campionato della NFL.

## Storia
Fondati nel 1908 come squadra semi-professionistica col nome di Akron Indians, cambiarono la denominazione in Pros nel 1920 quando divennero una delle squadre fondatrici della National Football League, lega nella quale disputarono tutte le stagioni dalla prima a quella del 1926, anno in cui ritornarono alla denominazione originale di Indians, prima di sciogliersi definitivamente. La squadra assunse anche brevemente tra il 1916 e il 1917 la denominazione di Akron Burkhardts prendendo nome dal nome dello sponsor di quella stagione.

## Giocatori importanti

### Membri dellaPro Football Hall of Fame
Quello che segue è l'elenco delle personalità che hanno fatto parte degli Akron Pros che sono state ammesse nella Pro Football Hall of Fame con l'indicazione del ruolo ricoperto nella squadra, il periodo di appartenenza e la data di ammissione (secondo cui è stato ordinato l'elenco).
- Fritz Pollard, running back dal 1920 al 1921 e allenatore capo nel 1921, ammesso nel 2005